# Dysgonia postfusca
Dysgonia postfusca là một loài bướm đêm trong họ Erebidae.